# Mustasaari (ö i Finland, Södra Savolax, S:t Michel, lat 62,17, long 26,53)
Mustasaari är en ö i Finland. Den ligger i sjön Lääminki och i kommunen Kangasniemi i den ekonomiska regionen  S:t Michel och landskapet Södra Savolax, i den södra delen av landet, 240 km norr om huvudstaden Helsingfors. Öns area är 1,2 hektar och dess största längd är 170 meter i nord-sydlig riktning.